# دودمان ساووی
ساووی (ایتالیایی: Casa Savoia) در نواحی ایتالیای امروزی ساکن بودند. این خاندان در سال ۱۰۰۳ میلادی تأسیس شد. از این خاندان پادشاهی سیسیل در سال ۱۷۱۳ شکل گرفت.